# Boris Mlakar
Boris Mlakar, slovenski zgodovinar, * 14. november 1947, Cerkno.
Mlakar je leta 1972 diplomiral na ljubljanski Filozofski fakulteti in se istega leta zaposlil na Inštitutu za novejšo zgodovino v Ljubljani na mestu raziskovalca obdobja 2. svetovne vojne. Kot raziskovalec se je v prvem obdobju še posebej posvetil predvsem vojaškemu in političnemu delovanju nasprotnikov NOB na Primorskem ter razvoju domobranskih formacij v času nemške okupacije.